# Preko
Preko é um município (Općina) da Croácia localizado no condado de Zadar.